# Доња Шушњара
Доња Шушњара (хрв. Donja Šušnjara) је насељено мјесто у општини Штефање, Бјеловарско-билогорска жупанија, Хрватска.

## Историја
До територијалне реорганизације у Хрватској била је у саставу старе општине Чазма.

## Становништво
У попису становништва из 2011. године, Доња Шушњара је имала 131 становника.
| Број становника према пописима | Број становника према пописима | Број становника према пописима | Број становника према пописима | Број становника према пописима | Број становника према пописима | Број становника према пописима | Број становника према пописима | Број становника према пописима | Број становника према пописима | Број становника према пописима | Број становника према пописима | Број становника према пописима | Број становника према пописима | Број становника према пописима | Број становника према пописима |
| ------------------------------ | ------------------------------ | ------------------------------ | ------------------------------ | ------------------------------ | ------------------------------ | ------------------------------ | ------------------------------ | ------------------------------ | ------------------------------ | ------------------------------ | ------------------------------ | ------------------------------ | ------------------------------ | ------------------------------ | ------------------------------ |
| 1857                           | 1869                           | 1880                           | 1890                           | 1900                           | 1910                           | 1921                           | 1931                           | 1948                           | 1953                           | 1961                           | 1971                           | 1981                           | 1991                           | 2001                           | 2011                           |
| 328                            | 320                            | 363                            | 447                            | 501                            | 547                            | 536                            | 578                            | 499                            | 510                            | 397                            | 297                            | 234                            | 192                            | 169                            | 131                            |

Напомена: Насеља Доња Шушњара и Горња Шушњара исказују се од 1948. До 1931. насеље је исказивано под именом Шушњара. За то некадашње насеље садржи податке из 1857. до 1931. године